# ATS D5
O  D5  é o modelo da ATS das temporadas de 1981 e 1982 da F1. Condutores: Slim Borgudd, Jan Lammers, Manfred Winkelhock e Eliseo Salazar.

## Resultados[1]
| Ano  | Chassi | Motor                | Pneus | Nº | Pilotos            | 1   | 2   | 3   | 4   | 5   | 6   | 7   | 8   | 9   | 10  | 11  | 12  | 13  | 14  | 15  | 16  | Pontos | Posição |  |
| ---- | ------ | -------------------- | ----- | -- | ------------------ | --- | --- | --- | --- | --- | --- | --- | --- | --- | --- | --- | --- | --- | --- | --- | --- | ------ | ------- |  |
|      |        |                      |       |    |                    |     |     |     |     |     |     |     |     |     |     |     |     |     |     |     |     |        |         |  |
|      |        |                      |       |    |                    | USW | BRA | ARG | SMR | BEL | MON | ESP | FRA | GBR | GER | AUT | HOL | ITA | CAN | LVG |     |        |         |  |
| 1981 | D5     | Ford Cosworth DFV V8 | M     | 9  | Slim Borgudd       |     |     |     |     | NQ  | NPQ | NQ  | NQ  |     |     |     |     |     |     |     |     | 1      | 13º     |  |
| 1981 | D5     | Ford Cosworth DFV V8 | A     | 9  | Slim Borgudd       |     |     |     |     |     |     |     |     | 6   | Ret | Ret | 10  | Ret | Ret | NQ  |     | 1      | 13º     |  |
|      |        |                      |       |    |                    |     |     |     |     |     |     |     |     |     |     |     |     |     |     |     |     |        |         |  |
|      |        |                      |       |    |                    | RSA | BRA | USW | SMR | BEL | MON | USE | CAN | HOL | GBR | FRA | GER | AUT | SWI | ITA | LVG |        |         |  |
| 1982 | D5     | Ford Cosworth DFV V8 | G     | 9  | Manfred Winkelhock | 10  | 5   | Ret | DSQ | Ret | Ret | Ret | NQ  | 12  | NQ  | 11  | Ret | Ret | Ret | NQ  | NC  | 4      | 11º     |  |
| 1982 | D5     | Ford Cosworth DFV V8 | G     | 10 | Eliseo Salazar     | 9   | Ret | Ret | 5   | Ret | Ret | Ret | Ret | 13  | NQ  | Ret | Ret | NQ  | 14  | 9   | NQ  | 4      | 11º     |  |

↑1  Do GP do Oeste dos Estados Unidos até San Marino, Lammers e Borgudd utilizaram o D4.